# Ralph Brinkhaus
Ralph Brinkhaus, né le 15 juin 1968 à Wiedenbrück, est une personnalité politique allemande, membre de l'Union chrétienne-démocrate (CDU). Il en préside le groupe parlementaire au Bundestag de 2018 à 2022. 

## Biographie
Il grandit à Rietberg en Westphalie. Après son Abitur en 1987, il étudie l'économie à l'université de Hohenheim. Il travaille comme conseiller fiscal en parallèle de ses activités politiques.
Il est marié et se réclame de la religion catholique,.

### Parcours politique
Engagé au sein de la Junge Union dans sa jeunesse, il est membre du conseil municipal de Gütersloh de 2004 à 2012. Élu député au Bundestag lors des élections de 2009, il est réélu en 2013, 2017 et 2021 dans la circonscription de Gütersloh I.  
Il est à partir de 2013 vice-président du groupe CDU/CSU au Bundestag chargé des questions budgétaires et financières et de la politique locale. En septembre 2018, il prend la tête de son groupe en battant le président sortant Volker Kauder au vote interne malgré les soutiens de la chancelière Angela Merkel et du président de l'Union chrétienne-sociale (CSU) Horst Seehofer apportés à ce dernier. 

## Prises de position
Spécialiste des politiques financières, il prône l'équilibre budgétaire. En juin 2017, il vote avec la majorité des députés de son groupe contre l'autorisation du mariage homosexuel en Allemagne.  